# Paulo Rebelo
Pour les articles homonymes, voir Rebelo.
Paulo Rebelo, né en 1990, est un nageur angolais. 

## Carrière
Paulo Rebelo est médaillé de bronze du 4 x 100 mètres quatre nages aux Championnats d'Afrique de natation 2008 à Johannesbourg.